# Xylotrupes
Xylotrupes là một chi bọ cánh cứng, với hơn 25 loài và phân loài phân bố trên toàn thế giới, nhưng đặc biệt là ở châu Á.

## Các loài
- Xylotrupes australicus J. Thomson, 1859 - Úc
- Xylotrupes baumeisteri Schaufuss, 1885 - Sulawesi, tình trạng không rõ ràng
- Xylotrupes beckeri Schaufuss, 1885 - Tây Malaysia, Sumatra
- Xylotrupes carinulus Rowland, 2011 - New Guinea, quần đảo Aru
- Xylotrupes clinias Schaufuss, 1885 - Sulawesi, Quần đảo Maluku
- Xylotrupes damarensis Rowland, 2006 - Quần đảo Tanimbar
- Xylotrupes faber Silvestre, 2002 - Java
- Xylotrupes falcatus Minck, 1920 - Indonesia
- Xylotrupes florensis Lansberge, 1879 -  (= Endebius florensis), Flores, Timor và Wetar
- Xylotrupes gideon ( Linnaeus, 1767) - Tây Malaysia, Borneo, Sumatra, quần đảo Sunda Nhỏ
- Xylotrupes gilleti - Đảo Tanimbar
- Xylotrupes inarmatus Sternberg, 1906 - Java
- Xylotrupes introduce Li, 2016 - Quần đảo Sunda Nhỏ
- Xylotrupes lorquini Schaufuss, 1885 - Sulawesi
- Xylotrupes lumawigi Silvestre, 2002 - Philippines
- Xylotrupes macleayi Montrouzier, 1855 - New Guinea & Vanuatu
- Xylotrupes meridionalis Prell, 1914 - Sri Lanka
- Xylotrupes mindanaoensis Schultze, 1920 - có lẽ nên được đặt trong chi Allomyrina
- Xylotrupes mniszechi J. Thomson, 1859 - Himalaya
- Xylotrupes oudomxayicus Li, 2016 - Lào
- Xylotrupes pachycera Rowland, 2006 - Borneo
- Xylotrupes pauliani Silvestre, 1997 - Sumatra và Tây Malaysia, Pahang
- Xylotrupes philippinensis Endrödi, 1957 - Philippines & Lanyu, Đài Loan.[3]
- Xylotrupes pubescens Waterhouse, 1841 - Philippines
- Xylotrupes reductus Walker, 1859 - Sri Lanka
- Xylotrupes rindaae Fujii, 2011 - Indonesia
- Xylotrupes siamensis Minck, 1920 - Đông Nam Á
- Xylotrupes socrates Schaufuss, 1864 - Việt Nam, Thái Lan
- Xylotrupes solidipes Walker, 1859 - có lẽ nên được đặt trong chi Dipelicus (Pentodontini)
- Xylotrupes striatopunctatus Silvestre, 2003 - Quần đảo Maluku
- Xylotrupes sumatrensis Minck, 1920 - Sumatra và Tây Malaysia
- Xylotrupes tadoana Rowland, 2006 - Flores
- Xylotrupes taprobanus Prell, 1914 - Ấn Độ, Sri Lanka
- Xylotrupes telemachos Rowland, 2003 - Quần đảo Maluku
- Xylotrupes ulysses (Guérin-Méneville, 1830) - Sulawesi, Maluku, Quần đảo Bismarck, Úc, Melanesia
- Xylotrupes wiltrudae Silvestre, 1997 - Borneo

## Hình ảnh

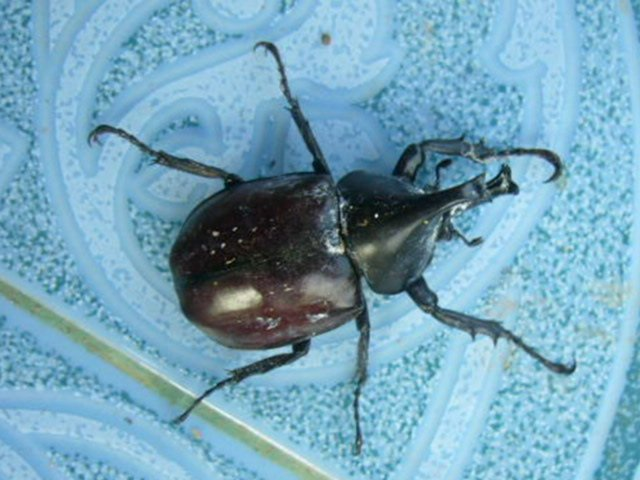
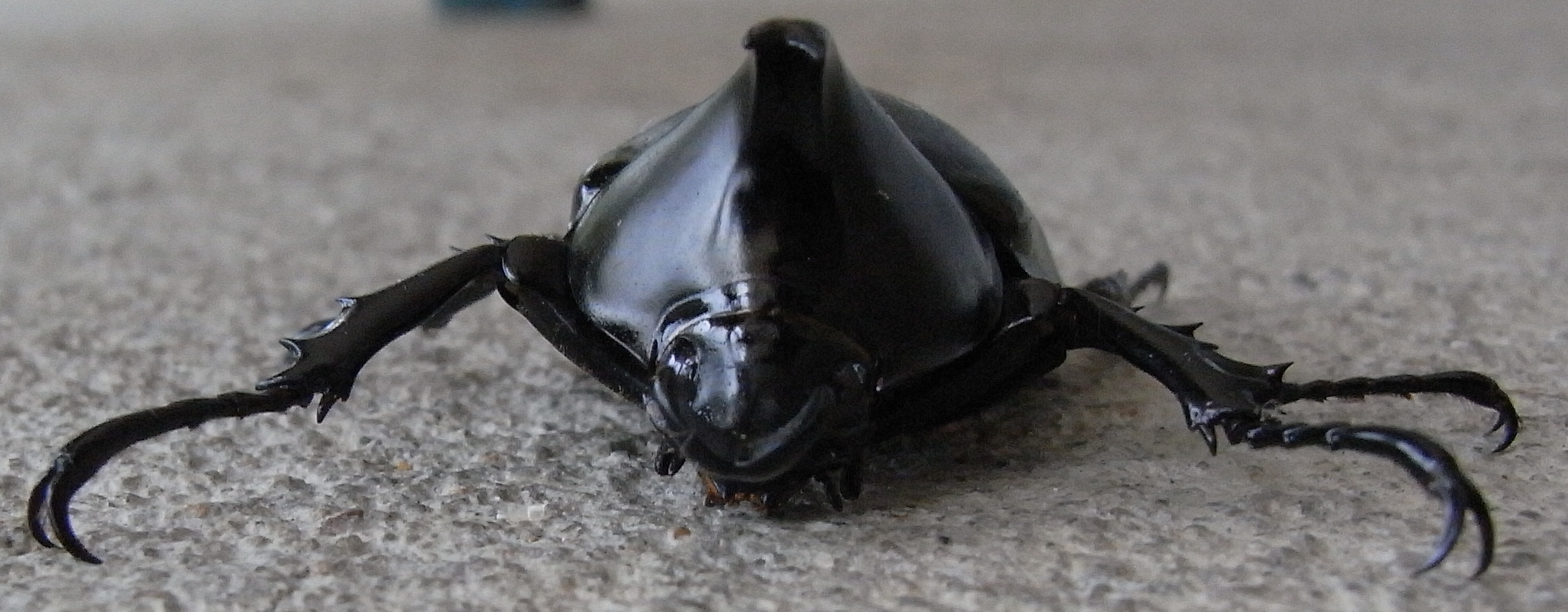
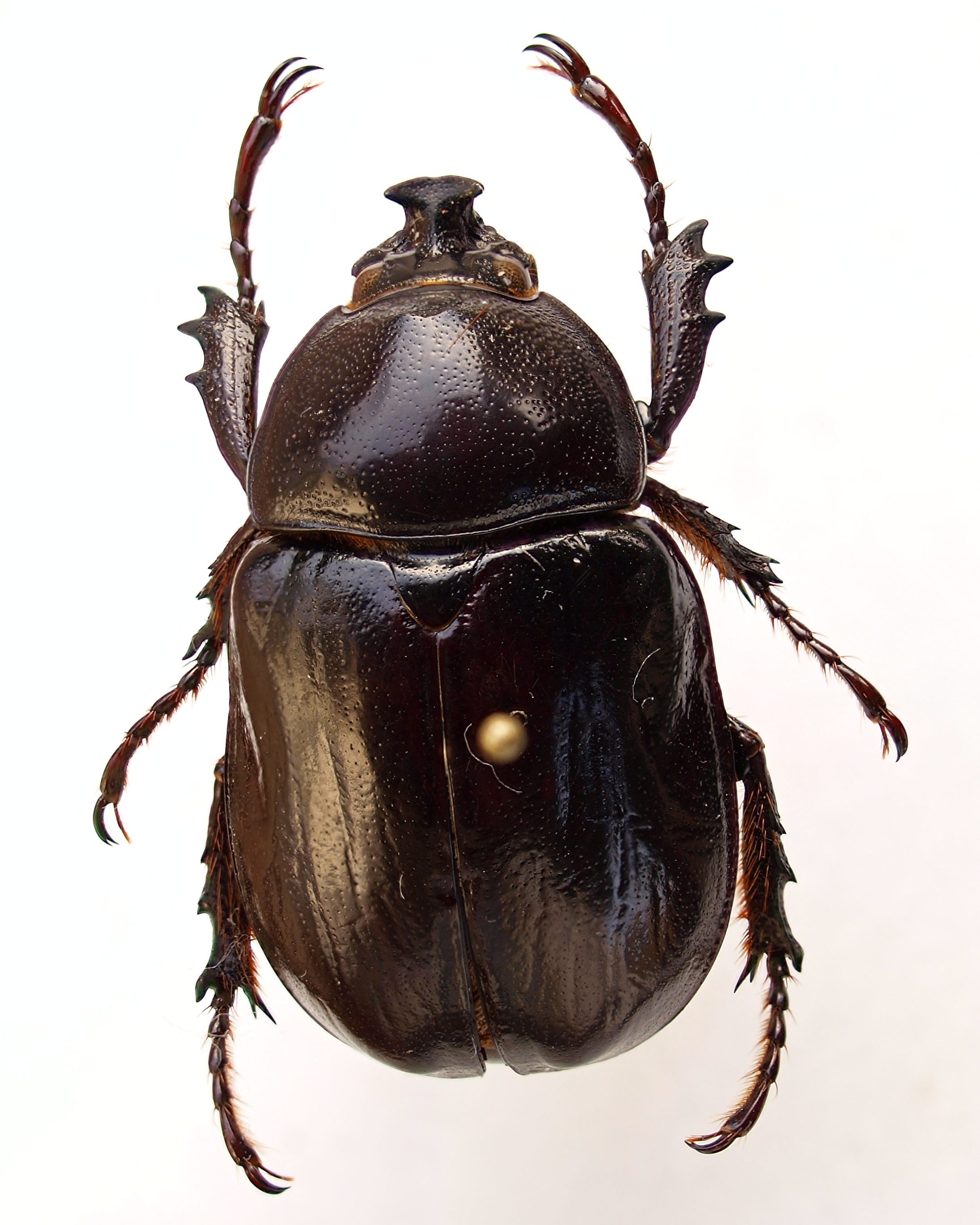